# Carrapichana
Carrapichana ist eine Gemeinde (Freguesia) im portugiesischen Kreis Celorico da Beira. In ihr leben 180 Einwohner (Stand 19. April 2021).